# Reginald Crawford (chevalier)
Pour les articles homonymes, voir Reginald Crawford.
Reginald Crawford (mort le 10 février 1307) est un chevalier écossais, partisan du roi d'Écosse Robert Ier lors de la Première guerre d’indépendance écossaise, ce qui conduit à son exécution par les Anglais après la bataille de Loch Ryan.
En 1296, Reginald est nommé shérif d'Ayr par les Anglais qui viennent d'envahir l'Écosse. Il jure en juin 1297 fidélité aux Anglais et est chargé de combattre Andrew de Moray.
Reginald fait ensuite partie de l'entourage de Robert Bruce et lorsque ce dernier envahit l'Annandale début 1307. L'invasion est conduite par Alexandre de Brus et son frère Thomas, Malcolm MacQuillan et Crawford. Ils embarquent avec 1,000 hommes sur 18 navires à Loch Ryan et débarquent près de Stranraer. L'invasion est rapidement écrasée par les forces anglaises locales commandées par Dungal MacDouall, un partisan des Comyn, des Balliol et du roi d'Angleterre Édouard Ier. Seuls deux navires s'enfuirent. Tous les chefs de l'invasion furent capturés. Dungal MacDouall fit immédiatement exécuter Malcolm MacQuillan tandis que les trois autres furent transférés à Carlisle, où Édouard ordonna leur exécution et fit exposer leurs têtes coupées à l'entrée du château.